# Euphyia inscriptata
Euphyia inscriptata är en fjärilsart som beskrevs av Franz Dannehl 1933. Euphyia inscriptata ingår i släktet Euphyia och familjen mätare. Inga underarter finns listade i Catalogue of Life.